# دهستان میغان
دهستان میغان یکی از دهستان های بخش مرکزی شهرستان نهبندان استان خراسان جنوبی ایران است. 

## جمعیت
بر پایه سرشماری عمومی نفوس و مسکن در سال ۱۳۹۵ جمعیت این دهستان ۲،۲۳۷ نفر بوده‌است.